# ドイッチュラント (練習艦)
ドイッチュラント（Deutschland, A59）とは、ドイツ連邦海軍（西ドイツ海軍）の練習艦である。
同型艦は建造されていない。ドイツ連邦海軍の艦艇識別付表では440型練習艦とされる。

## 船体構造
ドイッチュラントは平時には士官候補生の訓練航海に従事するが、戦時下では兵員輸送や移動病院、機雷敷設や船団護衛などの
多様な任務に投入することを前提に設計された。士官候補生のための居住区画や教室などのスペースを確保するため、
船体の割には軽武装となっている。
またドイッチュラントは、建造当時はドイツ連邦海軍最大の艦であり、後にベルリン級補給艦が建造されるまでその地位を保っていた。

## 兵装
上記のように、ドイッチュラントは戦時下においては機雷敷設や船団護衛のような明確に戦闘が予想される任務への投入を
考慮して設計されたため、練習艦としては重装備となっている。
主砲はフランス製の55口径100mm砲を、艦の前後に2基ずつ搭載している。
対空機関砲としては、ブレダ社製の70口径40mm2連装機関砲と、ボフォース製の70口径40mm単装機関砲が2基ずつ装備されている。
対潜兵器としては、艦の左右両舷に可動式の533mm魚雷発射管2基ずつと、艦尾に固定式の533mm魚雷発射管2基が装備されていたが、艦尾の魚雷発射管は1970年代に撤去された。また、4連装375mm対潜ロケット発射機と爆雷投下軌条が2基ずつ装備されている。
ほほ同時期に就役していたハンブルク級駆逐艦やケルン級フリゲートと共通の兵装が搭載されている。ただし、艦対艦ミサイルや個艦防空ミサイルなどのミサイル兵装は退役するまで装備されなかった。

## 機関
ドイッチュラントの推進軸は3基あるが、機関は全く異なる2種類の機関が混載されている。
そのうち左右の2軸はディーゼルエンジン2基で駆動させるCODADで、左右の推進軸にはそれぞれメルセデス・ベンツ製16気筒4ストロークディーゼルと、マイバッハ製16気筒4ストロークディーゼルが1基ずつ連接されている。ただし、メルセデス・ベンツ製ディーゼルエンジンは後の改修によってマイバッハ製ディーゼルエンジンに換装された。
残る中央推進軸は、2基のWahodag製ボイラーと1基のWahodag製ギヤード・タービンで駆動させる蒸気タービン機関になっている。